# К.П.А.С. Лалита
К.П.А.С. Лалита (малаял. കെ.പി.എ.സി. ലളിത, англ. KPAC Lalitha; 25 февраля 1948, Каямкулам, Траванкор — 22 февраля 2022, Триппунитура, Керала) — индийская актриса

 театра и кино на малаялам. За свою пятидесятилетнюю карьеру снялась более чем в 550 фильмах. Двукратная обладательница Национальной кинопремии за лучшую женскую роль второго плана.

## Биография
Родилась 25 февраля 1947 или 1948 года в Рамапураме недалеко от Каямкулама (ныне округ Аллеппи, штат Керала) и получила имя Махешвари. Её отец К. Анантан Наир был фотографом, а мать — Бхаргави Амма — домохозяйкой.
Ещё в детстве она начала брать уроки танцев и участвовала в молодежных фестивалях. После седьмого класса бросила общеобразовательную школу и поступила в Академию индийского танца под руководством Каламандалама Рамачандрана. Её первой работой в театре стала роль в пьесе «Bali» Клуба искусств Гита в Чанганассери. В 16 лет она вступила в труппу Kerala People's Arts Club (KPAC). Поскольку в тот момент она была слишком худой, то начала выступать как певица и пела в пьесах «Mooladhanam» and «Ningal Enne Communistakki». Набрав вес, она сыграла в спектаклях «Swayamvaram», «Anubhavangal Paalichakal», «Koottukudumbam», «Sharashayya», and «Thulabharam». Сценарист KPAC, писатель Топпил Бхаси дал ей имя «Лалита». Она гастролировала с KPAC в течение восьми лет и даже взяла их аббревиатуру в качестве инициалов имени.
В 1969 году она дебютировала в кино в фильме Koottukudumbam, снятом по одноименной пьесе KPAC. Среди фильмов Лалиты 1970-х годов Ningalenne Communistakki (1970), Anubhavangal Paalichakal (1971), Oru Sundariyude Katha (1972) и Chakravakam (1974) Топпила Бхаси, «По своей воле» (1972) и Kodiyettam (1974) Адура Гопалакришнана, Manyasree Viswamithran Мадху.
В 1978 году Лалита вышла замуж за режиссёра Бхаратана. В том же году она снялась в его фильме Rathinirvedam, вызывавшем в обществе споры из-за откровенного изображения сексуального пробуждения мальчика-подростка. Актриса появилась ещё в нескольких фильмах Бхаратана с конца 1970-х годов до его внезапной смерти, в том числе Aaravam (1978),  Nidra (1981), Marmaram (1982), Ormakkayi (1982), Kattathe Kilikkoodu (1983), Ente Upasana (1984), Chilambu (1986), Neela Kurinji Poothappol (1987), Amaram (1191) и Venkalam (1993). За роль в Amaram она получила Национальную кинопремию.
Свою вторую Национальную кинопремию она получила уже после смерти мужа, за роль в фильме «Спокойствие» (2000). Она также была четырежды отмечена кинопремией штата Керала за лучшую роль второго плана: в 1975 году за фильм Neela Ponman, в 1978 — за Aaravam, в 1990 — за Amaram и в 1991 — сразу за три фильма: Kadinjool Kalyanam, Godfather и Sandesam.
Среди её последних фильмов были Charlie (2015) Мартина Пракката, Pinneyum (2016) Адура Гопалакришнана, Aami (2018) Камала, Njan Prakashan  (2018) Сатьяна Антикада и Home (2021) Роджина Томаса.
Актриса скончалась 22 февраля 2022 года в Кочине. У неё остались дочь Шрикутти и сын Сидхарт Бхаратан.